# Markovec
Markovec je gručasto naselje na severnem robu loškega polja v Občini Loška dolina. Nahaja se ob cesti Stari trg pri Ložu - Vrhnika pri Ložu pod pobočjem Markovega hriba (776 m) na živoskalnati terasi nad reko Obrh. Pobočja nad naseljem pokriva gozd. V Markovcu se odcepi cesta proti Knežji Njivi in Viševku. 
Po ljudskem izročilu naj bi ime naselja izhajalo iz cerkve Svetega Marka, ki naj bi stala pod gozdom pri današnjem kraju. Arhivski viri te cerkve ne omenjajo.

## Prebivalstvo
Etnična sestava 1991:
- Slovenci: 179 (90 %)
- Hrvati: 10 (5 %)
- Muslimani: 7 (3,5 %)
- Srbi: 1
- Neznano: 2 (1 %)